# Реддинг Бентон-Филд (аэропорт, Калифорния)
Аэропорт Бентон-Филд, также известный, как Аэродром Бентон-Филд (англ. Benton Field), (FAA LID: O85) — гражданский аэропорт, расположенный в 1,6 километрах к западу от центра делового района города Реддинг, округ Шаста (Калифорния), США.
Аэропорт находится в городской собственности и является одним из двух аэропортов, обслуживающих воздушное сообщение города Реддинг (другой — Муниципальный аэропорт Реддинг).
Аэропорт Бентон-Филд назван в честь лейтенанта, пилота воздушного корпуса Армии США Джона У. Бентона (John W. Benton) — уроженца округа Шаста, погибшего в Буэнос-Айресе в 1927 году.

## Операционная деятельность
Аэропорт Бентон-Филд занимает площадь в 32 гектара, расположен на высоте 219 метров над уровнем моря и эксплуатирует одну взлётно-посадочную полосу:
- 15/33 размерами 738 х 24 метров с асфальтовым покрытием.

В период с 31 декабря 2001 по 31 декабря 2002 года Аэропорт Бентон-Филд обработал 35 000 операций по взлётам и посадкам воздушных судов (в среднем 95 операций ежедневно), из которых 97 % пришлось на рейсы авиации общего назначения и 3 % составили рейсы аэротакси. В данный период в аэропорту базировалось 122 воздушных судна, из них 93 % — однодвигательные самолёты, 5 % — многодвигательные и 2 % — вертолёты.
Бентон Филд является штаб-квартирой подразделения воздушных операций Северного подразделения Калифорнийского дорожного патруля. Подразделение включает в себя два одномоторных самолета CHP и два вертолета CHP, базирующихся на аэродроме.